# Licor de crema d'arròs
El licor de crema d'arròs és un licor destil·lat 100% d'alcohol d'arròs amb aromes de canyella i llimona de sabor suau. Es pren sol i fred o amb gel, normalment a una temperatura d'entre uns 5 i 8°C, després dels àpats i per a acompanyar les postres o el cafè. S'aconsella mantenir-lo entre els 5 i els 25°C i un cop oberta l'ampolla, consumir-ho preferentment abans dels 6 mesos.
El licor de crema d'arròs té un color blanc abrillantat i s'aprecia una densitat elevada amb un toc oliós. Així mateix, desprèn un aroma intens però delicat a la barreja de canyella, l'alcohol de l'arròs i de vegades també llimona. Pel que fa al sabor, continu i durador, es tracta d'una crema suau, dolça i densa però sense perdre les seves propietats líquides.

## Elaboració
El procés dura aproximadament uns 20 dies des de que es porta la matèria primera al primer bioreactor. En aquest es degrada el midó que hi ha present en l'arròs mitjançant l'ús d'enzims específics. Aquest midó es transformat en sucres fermentables que són transferits a un tanc biològic. En aquest tanc, es fan créixer els llevats que fermentaran els sucres produint alcohol; aquest darrer procés, dura aproximadament 3 dies. Seguidament, el producte surt del bioreactor per a entrar en el destil·lador, per tal d'augmentar la concentració d'alcohol que inicialment es troba entre els 8 i 10 graus. Finalment, es porta a l'àrea de preparació de la crema per a obtenir el producte final, aquesta fase consisteix en afegir la base lactea amb els aromes escollits.